# Wadi Al Shatii
Wadi Al Shatii' er en af Libyens kommuner.
28°N 13°Ø / 28°N 13°Ø
Vestpå grænser Wadi Al Shatii op til Algeriets Illiziprovins. Den grænser også op til de følgende kommuner:
- Ghadamis – nordvest
- Mizdah – nord
- Al Jufrah – øst
- Sabha – sydøst
- Wadi Al Hayaa – syd
- Ghat – sydvest